# Photoplotter
Un photoplotter, appelé aussi phototraceur ou plus simplement traceur, est un dispositif combinant électronique, mécanique et optique qui imprime une image sur un support en utilisant une source lumineuse dont les mouvements sont contrôlés par un ordinateur. L'impression se fait d'une manière similaire au développement d'une photo argentique, notamment en utilisant un fixateur.
Les photoplotters sont utilisés principalement pour la création de circuits imprimés. Le premier photoplotter fut vendu par la société Gerber Scientific (en) dans les années 1960,.